# Castello di Arquà Polesine
Il castello estense di Arquà Polesine è una fortificazione medioevale sita al centro dell'abitato di Arquà Polesine, comune polesano della provincia di Rovigo. Circondato dal fossato che ancora delimita l'area in cui sorge, dell'originaria struttura del castello, accessibile tramite un ponte in muratura, rimangono solamente la parte centrale, fino ai tardi anni duemiladieci parzialmente occupata dagli uffici dell'amministrazione comunale, affacciata a un ampio cortile al centro del quale svetta un tiglio secolare, la barchessa in passato utilizzata come granaio, e un'alta torre merlata suddivisa in tre piani.
Al suo interno, al piano nobile, sono presenti pregevoli affreschi a tema laico e allegorico, opera di maestranze sconosciute, datati tra la fine del XVI e il primo trentennio del XVII secolo.

## Gallerie d'immagini

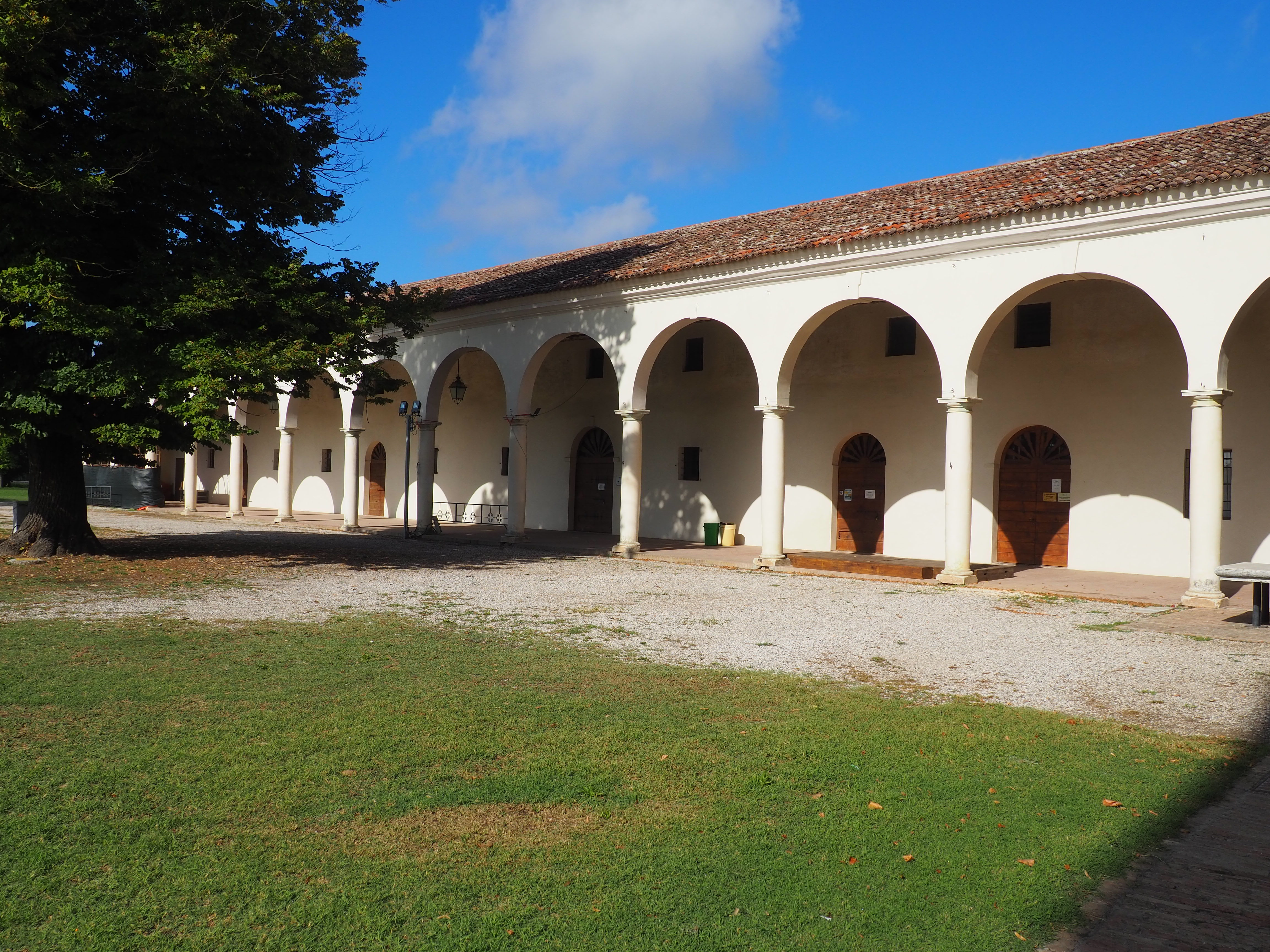
La barchessa
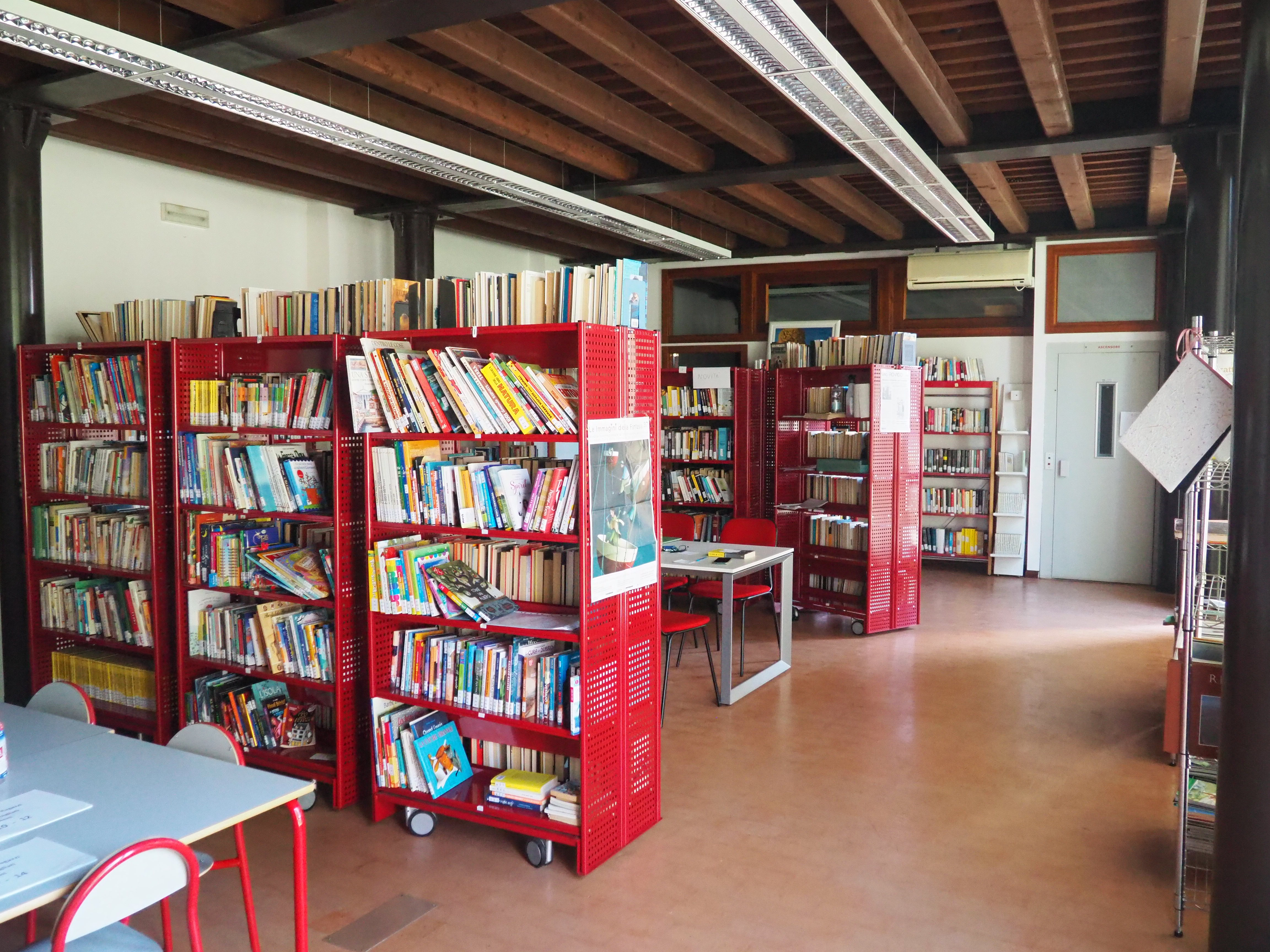
La biblioteca ospitata nel complesso
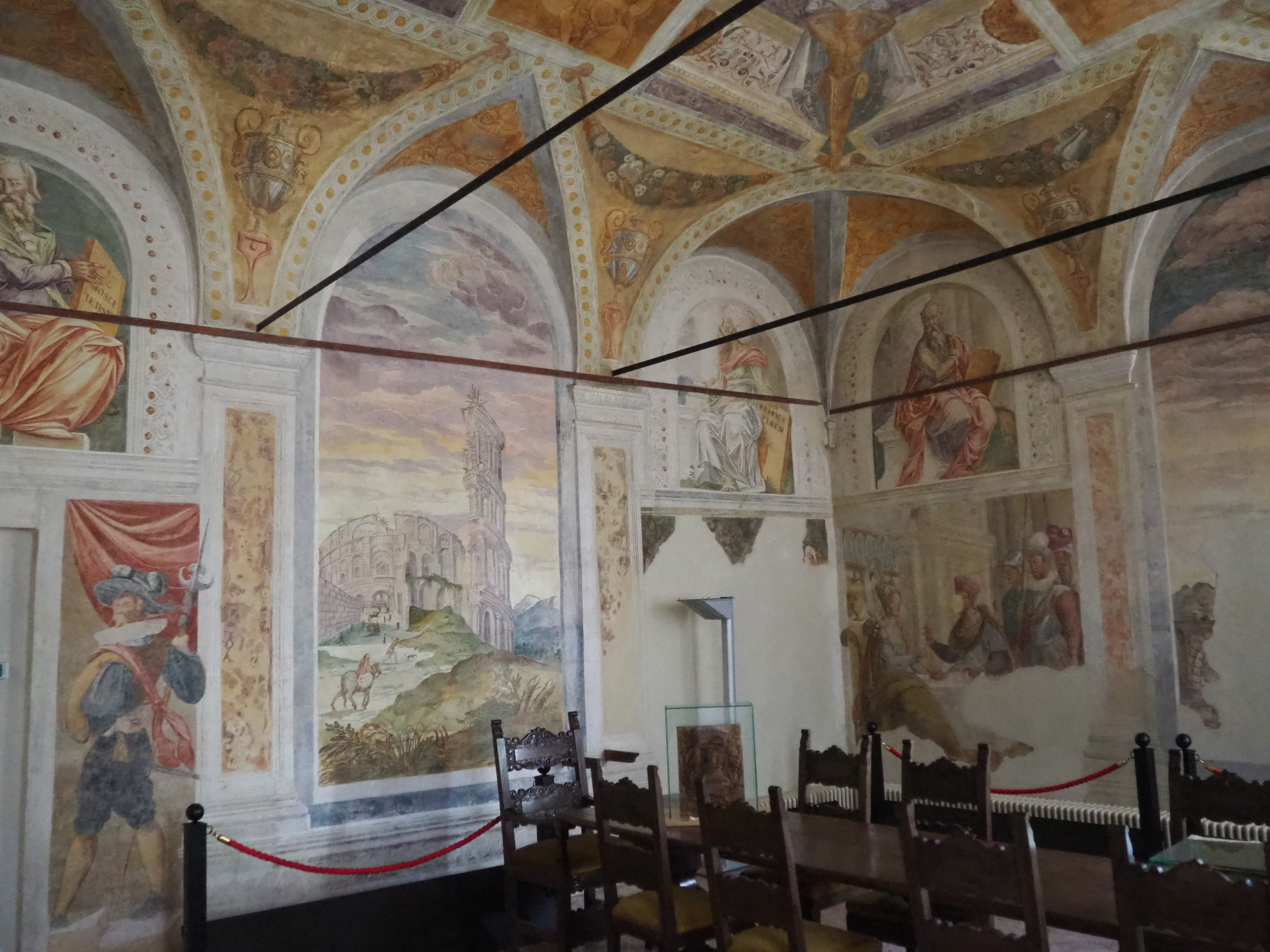
Gli affreschi della sala del camino al piano nobile
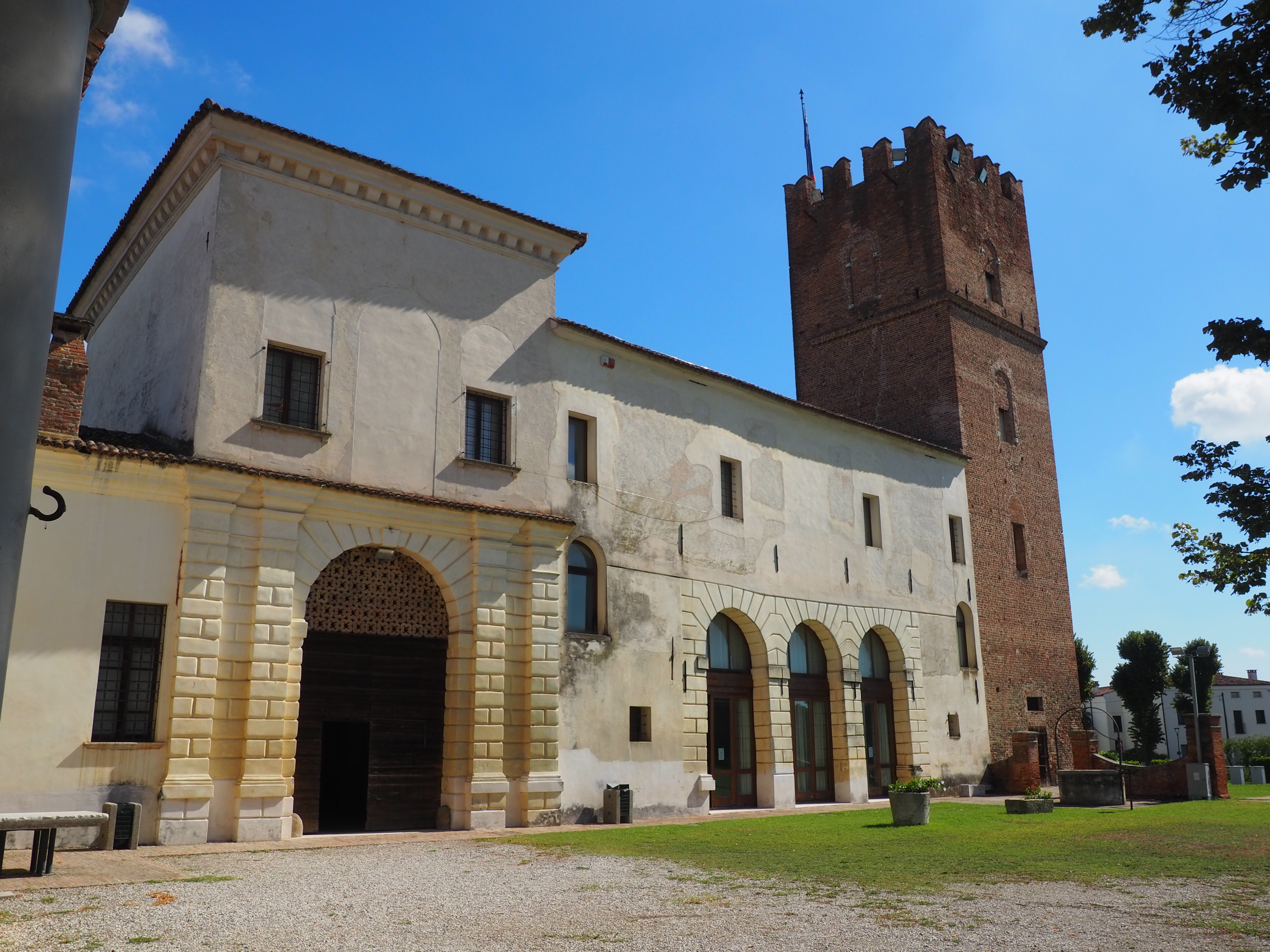
Vista dal cortile